# Lucas Valdemarín
Lucas Martín Valdemarín (Río Tercero, provincia de Córdoba, Argentina, 13 de mayo de 1978) es un exfutbolista. Surgió de las inferiores del Club Atlético Talleres. Su último club fue Defensa y Justicia, retirándose en julio de 2010.

## Milagro
A la edad de 17 años, su familia y él se salvaron de milagro de la explosión de la Fábrica Militar de Río Tercero, el 3 de noviembre de 1995.

## Biografía
Se desempeñó como delantero centro. Surgido de las inferiores de Talleres. Su hermano Luciano Valdemarín también es futbolista, se desempeñó en el Club Atlético Río Tercero.

## Clubes
| Club                    | País      | Año       |
| ----------------------- | --------- | --------- |
| Talleres                | Argentina | 1996−1998 |
| Vélez Sársfield         | Argentina | 1998      |
| Independiente Rivadavia | Argentina | 1999      |
| Vélez Sársfield         | Argentina | 2000      |
| Unión Española          | Chile     | 2001      |
| Vélez Sársfield         | Argentina | 2001−2004 |
| Elche Club de Fútbol    | España    | 2005      |
| Vélez Sársfield         | Argentina | 2005      |
| Racing Club             | Argentina | 2006      |
| Arsenal de Sarandí      | Argentina | 2007      |
| AIK Estocolmo           | Suecia    | 2007-2008 |
| Colón                   | Argentina | 2008-2009 |
| San Luis FC             | México    | 2009      |
| Defensa y Justicia      | Argentina | 2009-2010 |